# Мейер, Адольф Бернхард
Адольф Бернхард Мейер (нем. Adolf Bernhard Meyer, 1840—1911) — немецкий естествоиспытатель и антрополог, специалист в сфере приматологии, орнитологии и энтомологии. Участвовал в 1870-е годы в исследовательских экспедициях на острова Нидерландской Ост-Индии — современной Индонезии. Затем работал директором музея в Дрездене.

## Биография
Мейер изучал медицину и естественные науки в университетах Гёттингена, Вены, Берлина и Цюриха. Всесторонний интерес к географии, этнографии и не в последнюю очередь к зоологии побудил его отправиться в неизведанные уголки Земли, чтобы их исследовать.
Первая большая исследовательская поездка привела его в 1870 году на север расположенного на экваторе острова Сулавеси, известного тогда как Целебес, а также на север соседних Филиппин. Через 2 года Мейер отправился в Новую Гвинею.
В 1874 году Мейер возглавил в качестве преемника Генриха Готлиба Людвига Райхенбаха Королевский музей естествознания в Дрездене и основательно перестроил его. Сперва он основал этнологические коллекции как новую составную часть музея, которые затем в 1878 году были переименованы в Королевский зоологический и антрополого-этнографический музей. Этот музей стал общим предшественником сегодняшних музея этнографии и музея зоологии в Дрездене, которые возникли после 1945 года. Ботанические объекты коллекций перешли тогда под руководством Мейера в Королевский политехнический институт Дрездена и в специализированную ботаническую библиотеку в Королевской библиотеке.
Впервые под эгидой Мейера в 1875 году появился музейный журнал «Mitteilungen aus dem Königlich Zoologischen Museum zu Dresden» (Сообщения из Королевского зоологического музея Дрездена). В 1880 году Мейер перевёл произведения Филипа Латли Склейтера, Чарльза Дарвина, а также Альфреда Рассела Уоллеса и стал сторонником дарвинистских теорий. В 1897 году Мейер организовал большой орнитологический конгресс в Дрездене и внёс вклад в теорию понятия вида.
В 1900 году Мейер предпринял две долгие научные командировки в крупные европейские и североамериканские музеи естествознания, что позволило ему привести Дрезденский музей в самое современное состояние исследования. Он разделил объекты коллекции на выставочные экспонаты для общественности и научные коллекции для исследовательских целей, кроме того, он ввёл защищённые от пыли и огнестойкие стальные шкафы.
Уход Мейера в отставку в 1906 году означал конец эры для Дрезденского музея. Через 5 лет Мейер скончался.

## Заслуги
Множество животных были впервые описаны Мейером в качестве новых таксонов. Среди птиц, это, например, паротия Кэрол (Parotia carolae), чешуйчатая райская птица (Pteridophora alberti), астрапия принцессы Стефании (Astrapia stephaniae), такахе (Porphyrio hochstetteri) и белоглазка Сальвадори (Zosterops salvadorii).
Наряду с исследованиями птиц, он занимался также приматами. В этой отрасли он дал название в том числе долгопяту Tarsius sangirensis, мартышке Вольфа (Cercopithecus wolfi) и тонкскому макаку (Macaca tonkeana).
Мейер собирал во время своих экспедиций птиц, жуков и бабочек, прежде всего в Юго-Восточной Азии. Сегодня его сборы являются частью коллекций Зоологического музея Дрездена.

## Почести
Обнаруженная в 1884 году в Новой Гвинее бурая шилоклювая райская птица названа в честь Мейера Epimachus meyeri.

## Публикации (выборочно)
- Das Hemmungsnervensystem des Herzens. Berlin 1869.
- Charles Darwin und Alfred Russel Wallace. Ihre Ersten Publicationen über die «Entstehung der Arten» nebst einer Skizze Ihres Lebens und einem Verzeichniss Ihrer Schriften. Erlangen 1870.
- Abbildungen von Vogelskeletten. 2 Bde., Dresden 1879—1890.
- Über die Namen Papua, Dayak und Alfuren. Wien 1882. (Online)
- Die Hirschgeweihsammlung zu Moritzburg. 2 Bde., Dresden 1883—1887.
- Publicationen des Königlich Ethnographischen Museums zu Dresden. 9 Bde., Dresden 1881—1903.
- Gemeinsam mit Georg von der Gabelentz: Beiträge zur Kenntnis der melanesischen, mikronesischen und papuanischen Sprachen, ein erster Nachtr. zu Hans Conon’s von der Gabelentz Werke «Die melanesischen Sprachen». In: Abhandlungen der Philologisch-Historischen Klasse der Königlich-Sächsischen Gesellschaft der Wissenschaften Leipzig, Bd. 8, Nr. 4, 1882.
- Gurina im Obergailthal, Kärnten. Dresden 1885.
- Das Gräberfeld von Hallstatt, Dresden 1885.
- Album von Philippinentypen I. 1885.
- Unser Auer-, Rackel- und Birkwild und seine Abarten. Mit Illustrationen Gustav Mützels. Wien 1887.
- Album von Celebestypen. Dresden 1889.
- Album von Philippinentypen II. Dresden 1891.
- Gemeinsam mit Lionel William Wiglesworth: The Birds of Celebes and the Neighbouring Islands. Berlin 1898.
- Album von Philippinentypen III. Dresden 1904.
- Amerikanische Bibliotheken und ihre Bestrebungen. 1906.
- Römerstadt Agunt. 1908.